# 紐西蘭秧雞
新西兰秧鸡（学名：Gallirallus australis），是鹤形目秧鸡科的一种鸟类。
新西兰秧鸡体重约875.72克，翼长约16.72厘米，喙宽度约5.8毫米，喙厚度约11.3毫米，嘴峰长约46.6毫米，跗蹠长约57.5毫米，尾长约11.72厘米。
新西兰秧鸡是留鸟，栖息在开放的林地，它们是杂食性动物。

## 亚种
- Gallirallus australis greyi，分布在北岛。
- Gallirallus australis australis，分布在南岛西部地区。
- Gallirallus australis hectori，原分布在南岛，后被引入查塔姆群岛。
- Gallirallus australis scotti，分布在斯图尔特岛及其它小岛屿。[4]